# Slovenska republiška liga 1963-1964
La Slovenska republiška nogometna liga 1963./64. (it. "Campionato calcistico della Repubblica di Slovenia 1963-64") fu la sedicesima edizione del campionato della Repubblica Socialista di Slovenia. In questa stagione era nel terzo livello della piramide calcistica jugoslava.
Il campionato venne vinto dallo Kladivar Celje, al suo primo titolo nella competizione. Questa vittoria diede ai giallo-blu l'accesso agli spareggi per la promozione in Druga Liga 1964-1965.
Il capocannoniere fu Drago Devčič, del Kladivar Celje, con 28 reti.

## Squadre partecipanti
| Squadra         | Città          | Stagione 1962-63 | Stagione 1962-63        |
| Squadra         | Città          | Pos.             | Divisione               |
| --------------- | -------------- | ---------------- | ----------------------- |
| ŽNK             | Lubiana        | 1°               | Slovenska zona          |
| Triglav         | Kranj          | 2°               | Slovenska zona          |
| Rudar           | Trbovlje       | 3°               | Slovenska zona          |
| Slovan          | Lubiana        | 4°               | Slovenska zona          |
| Kladivar        | Celje          | 5°               | Slovenska zona          |
| Svoboda         | Lubiana        | 6°               | Slovenska zona          |
| Železničar (Mb) | Maribor        | 7°               | Slovenska zona          |
| Železničar (Ce) | Celje          | 8°               | Slovenska zona          |
| Gorica          | Nova Gorica    | 9°               | Slovenska zona          |
| Odred Krim      | Lubiana        | 10°              | Slovenska zona          |
| Izola           | Isola d'Istria | 11°              | Slovenska zona          |
| Mura            | Murska Sobota  | 12°              | Slovenska zona          |
| Olimp           | Celje          | 1°               | Podsavezna liga Celje   |
| Aluminij        | Kidričevo      | 1°               | Podsavezna liga Maribor |

## Classifica
|  | Pos. | Squadra            | Pt                       | G                        | V                        | N                        | P                        | GF                       | GS                       | QR                       |
|  | ---- | ------------------ | ------------------------ | ------------------------ | ------------------------ | ------------------------ | ------------------------ | ------------------------ | ------------------------ | ------------------------ |
|  | 1.   | Kladivar Celje     | 39                       | 24                       | 18                       | 3                        | 3                        | 59                       | 23                       | 2,565                    |
|  | 2.   | Svoboda            | 31                       | 24                       | 13                       | 5                        | 6                        | 50                       | 35                       | 1,428                    |
|  | 3.   | Rudar Trbovlje     | 30                       | 24                       | 11                       | 8                        | 5                        | 53                       | 30                       | 1,766                    |
|  | 4.   | Triglav            | 30                       | 24                       | 13                       | 4                        | 7                        | 46                       | 31                       | 1,483                    |
|  | 5.   | Slovan Lubiana     | 29                       | 24                       | 12                       | 5                        | 7                        | 50                       | 37                       | 1,351                    |
|  | 6.   | ŽNK Lubiana        | 25                       | 24                       | 11                       | 3                        | 10                       | 49                       | 39                       | 1,256                    |
|  | 7.   | Mura               | 24                       | 24                       | 10                       | 4                        | 10                       | 44                       | 44                       | 1,000                    |
|  | 8.   | Gorica             | 23                       | 24                       | 8                        | 7                        | 9                        | 32                       | 44                       | 0,727                    |
|  | 9.   | Aluminij           | 22                       | 24                       | 7                        | 8                        | 9                        | 40                       | 43                       | 0,930                    |
|  | 10.  | Železničar Celje   | 20                       | 24                       | 8                        | 4                        | 12                       | 55                       | 60                       | 0,916                    |
|  | 11.  | Železničar Maribor | 19                       | 24                       | 7                        | 5                        | 12                       | 53                       | 52                       | 1,019                    |
|  | 12.  | Izola              | 13                       | 24                       | 4                        | 5                        | 15                       | 32                       | 59                       | 0,542                    |
|  | 13.  | Olimp Celje        | 7                        | 24                       | 2                        | 3                        | 19                       | 25                       | 75                       | 0,333                    |
|  | 14.  | Odred Krim         | Ritirato dopo 7 giornate | Ritirato dopo 7 giornate | Ritirato dopo 7 giornate | Ritirato dopo 7 giornate | Ritirato dopo 7 giornate | Ritirato dopo 7 giornate | Ritirato dopo 7 giornate | Ritirato dopo 7 giornate |

Legenda:
  Ammesso agli spareggi per la Druga Liga 1964-1965.
      Promosso in Druga Liga 1964-1965.
      Retrocesso nella divisione inferiore.
Note:
Due punti a vittoria, uno a pareggio, zero a sconfitta.

## Spareggi-promozione
Il Kladivar Celje ha affrontato il Karlovac (1° in Zagrebačka zona), che aveva già perso un primo spareggio contro il RNK Spalato (1° in Dalmatinska zona) per 0–1 ed 1–1.
| Squadra 1 | Totale    | Squadra 2      | Andata     | Ritorno    |
| --------- | --------- | -------------- | ---------- | ---------- |
| SPAREGGIO | SPAREGGIO | SPAREGGIO      | 05.07.1964 | 12.07.1964 |
| Karlovac  | 2 – 3     | Kladivar Celje | 1 – 1      | 1 – 2      |